# Bruno Zanuto
Bruno Zanuto (San Paolo, 3 marzo 1983) è un pallavolista brasiliano naturalizzato italiano.
Gioca nel ruolo di schiacciatore nell'Al-Ahly Sporting Club.

## Palmarès
- Campionato brasiliano: 3

2000-01, 2001-02, 2005-06
- Campionato Mineiro: 3

2000, 2001, 2002
- Coppa Italia di Serie A2: 1

2014-15

### Nazionale (competizioni minori)
- Campionato sudamericano under 19 2000
- Campionato mondiale under 19 2001
- Campionato sudamericano under 21 2002
- Campionato mondiale under 21 2003

### Premi individuali
- 2000 - Campionato sudamericano under 19: Miglior schiacciatore
- 2001 - Campionato mondiale under 19: Miglior schiacciatore
- 2002 - Campionato sudamericano under 21: Miglior schiacciatore
- 2002 - Campionato sudamericano under 21: MVP
- 2015 - Coppa Italia di Serie A2: MVP